# Christoph Schütz
Christoph Schütz (* 6. November 1689 in Umstadt; † 4. Januar 1750 in Homburg vor der Höhe) war ein Radikalpietist und Gesangbuchherausgeber.

## Leben
Nach der Schule erlernte Schütz das Küferhandwerk und arbeitete in den Weinbergen seiner Eltern. Durch die Zuwendung zu radikalpietistischen Ideen und die Leitung eines privaten Konventikels kam er zunehmend in Konflikt mit seinem Pfarrer. Da Schütz nicht bereit war, die orthodoxen Lehren der lutherischen Amtskirche anzuerkennen, sondern vielmehr dem Gottesdienst fernblieb und ab 1725 radikalpietistische Schriften veröffentlichte, eskalierte der Streit schließlich. 
Daraufhin zog er 1729 nach Offenbach am Main, wo religiöse Separatisten Glaubensfreiheit zugebilligt wurde. In dieser Zeit war Schütz bereits eine anerkannte Persönlichkeit innerhalb des radikalen Pietismus. Hier versuchte er auch 1730 eine Philadelphische Sozietät zu gründen. Er unterhielt eine umfangreiche Korrespondenz, veröffentlichte verschiedene radikalpietistische Schriften und unterstützte Glaubensgenossen, so schickte er z. B. mehrere Büchersendungen nach Germantown in Pennsylvania. 
1733 erhielt er die Stelle eines Kammerschreibers am Hof von Hessen-Homburg. Daneben arbeitete er an einem umfangreichen Gesangbuchprojekt, das er unter dem Titel „Geistlicher Würtz= Kräuter= und Blumen=Garten“ veröffentlichte. Ursprünglich plante er ein Universalgesangbuch, das 30.000 Lieder in 30 Bänden enthalten sollte; tatsächlich erschien zwischen 1738 und 1744 in Homburg vor der Höhe ein Kompendium in fünf Bänden mit fünftausend Liedern gedruckt. Obwohl das Gesangbuch zeitgenössisch kaum rezipiert worden ist, ist es heute ein wichtiges hymnologisches Quellenwerk, das sowohl die Lieder der kirchlichen Tradition als auch die Gesänge separatistischer Gruppen dokumentiert.

## Werke
- Geistliche Correspondentz zwischen dem Herrn Amtmann Fischer und Christoph Schütz […].  2. Auflage. Gießen 1731.
- Güldene Rose / oder ein Zeugnüs der Warheit von der uns nun so nahe bevorstehenden Güldenen Zeit des tausendjährigen und ewigen Reichs Jesu Christi […].  Gießen 1727.

Herausgaben
- Ein Geistlicher Würtz = Kräuter und Blumen=Garten oder des Universal-Gesang=Buchs […] Erster Haupt=Theil […].  5 Bände. Homburg 1738–1744.
- Georg von Welling: Opus mago-cabbalisticum et theosophicum […].  Homburg 1735.